# Izak Šantej
Izak Šantej je nekdanji  slovenski spidvejist, * 26. avgust 1973, Wuppertal. Izak sedaj  (od 2024 naprej) opravlja delo trenerja v klubu AMD Krško. Dori kot mu pravijo prijatelji ima z ženo Hermino tri otroke.Dva sinova (Žan, Miha) in hčerko (Sara).

## Uspehi
- Državno prvenstvo posameznikov :
  - 1995 - 3.mesto
  - 1997 - 2.mesto
  - 1998 - 2.mesto
  - 1999 - 2.mesto
  - 2000 - 2.mesto
  - 2001 - 2.mesto
  - 2002 - 2.mesto
  - 2003 - 2.mesto
  - 2004 - 2.mesto
  - 2006 - 2.mesto
  - 2007 - 3.mesto

- Klubsko prvenstvo Slovenije:
  - 1993 - 2.mesto (AMD Krško)
  - 1995 - 2.mesto (AMD Krško)
  - 1996 - Slovenski prvaki (AMD Krško)
  - 1997 - 2.mesto (AMD Krško)
  - 1998 - 2.mesto (AMD Krško)
  - 1999 - 2.mesto (AMD Krško)
  - 2000 - 2.mesto (AMD Krško)
  - 2001 - 2.mesto (AMD Krško)
  - 2002 - 2.mesto (AMD Krško)
  - 2003 - 2.mesto (AMD Krško)
  - 2004 - Slovenski prvaki (AMD Krško)